# Василь Дворецький
Василь Дворецький-Богданович герба Слонина (1609 — після 1672) — військовий та політичний діяч, полковник Війська Запорозького, промосковської орієнтації.

## Короткий життєпис
Народився у родині православного шляхтича Федора Дворецького з Київського воєводства. Вчився у Києво-Могилянському колегіумі.
Брав активну участь у революції 1648—1676, від початку 1650-х рр. — київський наказний полковник. Прибічник орієнтації на Московське царство. В 1657-58 роках очолював козацькі війська в Пинському повіті. Активно виступав проти політики гетьмана Івана Виговського, 1658 проголосив себе київським полковником замість Павла Яненка-Хмельницького, активно допомагав московським воєводам у відбитті наступу гетьманських військ на чолі з Данилом Виговським на Київ. 1659 року: 3 травня видав Києво-Братському монастирю грамоту, якою підтверджував передачу йому земель колишнього домініканського монастиря; претендував на гетьманську булаву.
Восени 1660 у битві під Чуднівом потрапив до коронного полону. Після повернення в Україну на Чорній раді 1663 р. підтримував кандидатуру Івашка Брюховецького на гетьманство. В наступні роки в ранзі київського полковника виконував різноманітні політичні, дипломатичні та військові доручення гетьмана, однак, коли гетьман виступив проти царя, Дворецького було ув'язнено. Після падіння І. Брюховецького більше року провів під арештом у гетьмана П. Дорошенка в м. Чигирин, звідки втік на початку травня 1669. У середині того року відвідав Москву, де був щедро обдарований царем Олексієм Михайловичем. Після повернення в Україну був знову заарештований київським полковником К. Солониною за підозрою в організації безпорядків у полку. Наприкінці 1671 — початку 1672 р. керував укріпленням Києва та прилеглих до нього околиць.
Ініціатор укладення рукописного «Збірника Дворецьких», ядро якого становлять оригінальні пам'ятки: «Навіти», «Пам'ять», «Пересторога України» та «Літописець», автором яких, найімовірніше, був він сам.